# Německá házenkářská Bundesliga
Německá házenkářská Bundesliga je nejvyšší profesionální házenkářskou soutěží mužů v Německu. Soutěž byla založena v roce 1966. Mnohými bývá soutěž považována za nejlepší a nejvyrovnanější na světě.
Historicky nejúspěšnějším týmem, co se týče získaných titulů, je s dvaceti třemi tituly tým THW Kiel.

## Historie
Bundesliga byla představena v sezóně 1966/67. V prvních sezónách byla rozdělena na dvě skupiny, a to severní a jižní. V roce 1977 byly tyto dvě skupiny spojeny do jedné, která se v současné době skládá z 18 týmů. V roce 1981 byla představena 2. Bundesliga, tedy druhá nejvyšší soutěž. Od sezóny 2011/12 se 2. bundesliga hraje v jedné skupině složené z dvaceti týmů.

## Týmy v sezóně 2024/25
| Tým                    | Město                | Aréna                         | Kapacita    |
| ---------------------- | -------------------- | ----------------------------- | ----------- |
| Füchse Berlin          | Berlín               | Max-Schmeling-Halle           | 9,000       |
| SG BBM Bietigheim      | Bietigheim-Bissingen | EgeTrans Arena                | 4,583       |
| ThSV Eisenach          | Eisenach             | Werner-Aßmann-Halle           | 3,100       |
| HC Erlangen            | Norimberk            | Arena Nürnberger Versicherung | 8,308       |
| SG Flensburg-Handewitt | Flensburg            | Flens-Arena                   | 6,300       |
| Frisch Auf Göppingen   | Göppingen            | EWS Arena                     | 5,600       |
| VfL Gummersbach        | Gummersbach          | Schwalbe-Arena                | 4,132       |
| HSV Hamburg            | Hamburk              | Alsterdorfer Sporthalle       | 7,000       |
| TSV Hannover-Burgdorf  | Hannover             | ZAG-Arena Swiss Life Hall     | 9,850 4,460 |
| THW Kiel               | Kiel                 | Wunderino Arena               | 10,285      |
| SC DHfK Leipzig        | Lipsko               | Arena Leipzig                 | 6,327       |
| TBV Lemgo              | Lemgo                | Phoenix-Contact-Arena         | 4,520       |
| SC Magdeburg           | Magdeburg            | GETEC Arena                   | 6,600       |
| MT Melsungen           | Melsungen            | Rothenbach-Halle              | 4,500       |
| 1. VfL Potsdam         | Postupim             | MBS Arena Potsdam             | 2,050       |
| Rhein-Neckar Löwen     | Mannheim             | SAP Arena                     | 13,200      |
| TVB Stuttgart          | Stuttgart            | Porsche-Arena                 | 6,211       |
| HSG Wetzlar            | Wetzlar              | Buderus Arena Wetzlar         | 4,421       |

## Tabulka vítězů
| Tým                    | Počet vítězství | Vítězné sezóny |
| ---------------------- | --------------- | --- |
| THW Kiel               | 23              | 1957, 1962, 1963, 1994, 1995, 1996, 1998, 1999, 2000, 2002, 2005, 2006, 2007, 2008, 2009, 2010, 2012, 2013, 2014, 2015, 2020, 2021, 2023 |
| VfL Gummersbach        | 12              | 1966, 1967, 1969, 1973, 1974, 1975, 1976, 1982, 1983, 1985, 1988, 1991                                                                   |
| Frisch Auf Göppingen   | 09              | 1954, 1955, 1958, 1959, 1960, 1961, 1965, 1970, 1972                                                                                     |
| TV Großwallstadt       | 06              | 1978, 1979, 1980, 1981, 1984, 1990 |
| SV Polizei Hamburg     | 04              | 1950, 1951, 1952, 1953 |
| SG Flensburg-Handewitt | 03              | 2004, 2018, 2019 |
| TUSEM Essen            | 03              | 1986, 1987, 1989 |
| SC Magdeburg           | 03              | 2001, 2022, 2024 |
| Rhein-Neckar Löwen     | 02              | 2016, 2017 |
| TBV Lemgo              | 02              | 1997, 2003 |
| SG Wallau-Massenheim   | 02              | 1992, 1993 |
| GWD Minden             | 02              | 1971, 1977 |
| Berliner SV 1892*      | 02              | 1956, 1964 |
| HSV Hamburg            | 01              | 2011 |
| SG Leutershausen       | 01              | 1968 |